# Valley of Peace
Valley of Peace är en ort i Belize. Den ligger i distriktet Cayo, i den centrala delen av landet, 12 km nordväst om huvudstaden Belmopan. Valley of Peace ligger 80 meter över havet och antalet invånare är 1 809.
Terrängen runt Valley of Peace är platt. Närmaste större samhälle är Belmopan, 11,9 km sydost om Valley of Peace.
Omgivningarna runt Valley of Peace är en mosaik av jordbruksmark och naturlig växtlighet. Runt Valley of Peace är det glesbefolkat, med 10 invånare per kvadratkilometer.